# Abdalodon diastematicus
Abdalodon diastematicus és una espècie extinta de cinodont basal que visqué durant el Permià superior. Es tracta de l'única espècie del gènere Abdalodon. Tan sols se n'ha descobert un exemplar, que consisteix en un crani esclafat amb el seu maxil·lar inferior. Les seves restes fòssils provenen d'un jaciment del Cap Occidental (Sud-àfrica). El nom genèric Abdalodon significa ‘dent d'Abdala’, mentre que el nom específic significa ‘proveït de diastemes’ en llatí.